# Castelul Windsor

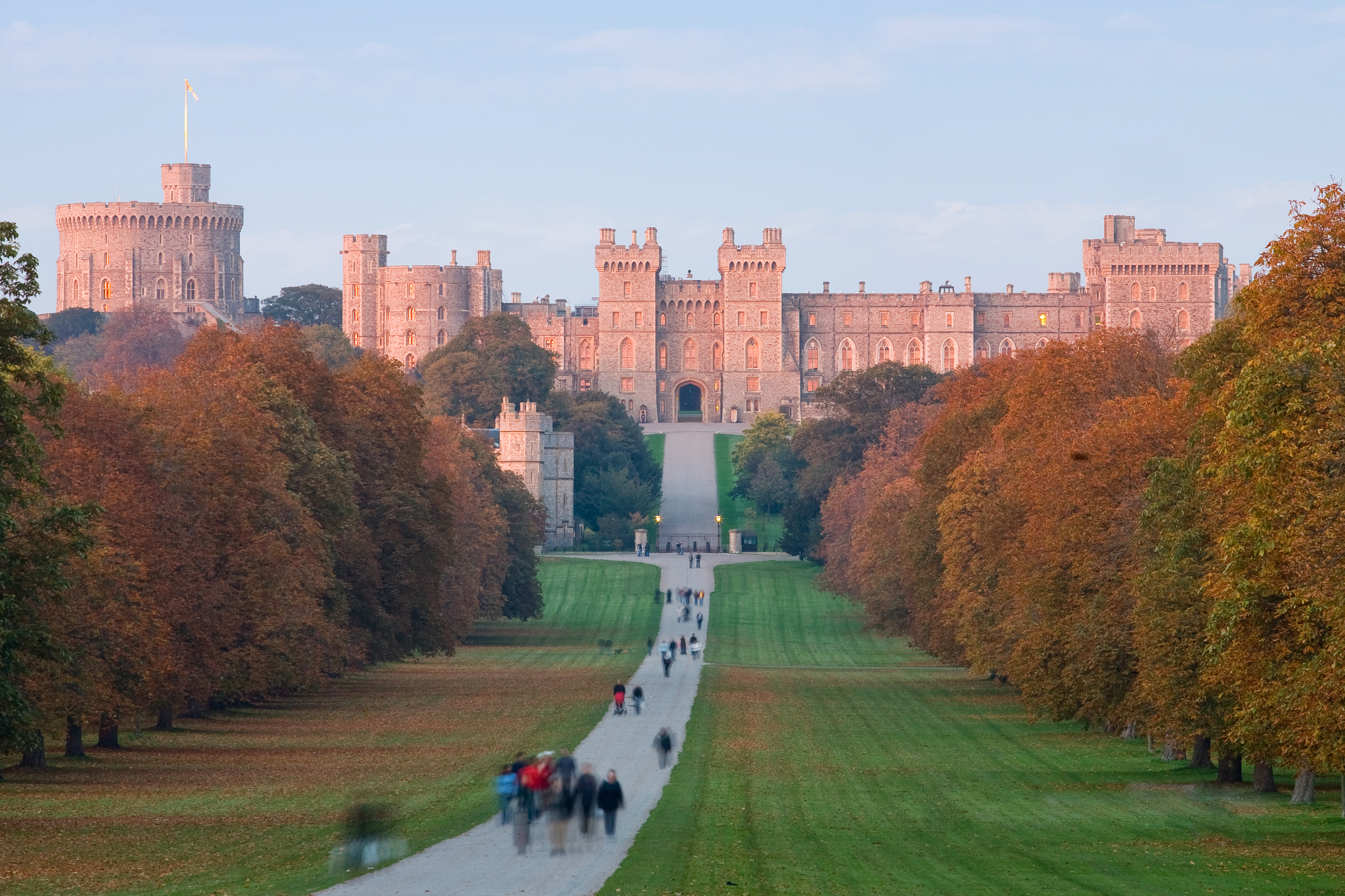

Castelul Windsor (engleză Windsor Castle) este cel mai mare și cel mai vechi castel locuit din lume. Împreună cu Palatul Buckingham și cu Palatul Holyrood din Edinburgh, face parte din reședințele principale a monarhilor britanici din Casa de Windsor. 
Castelul este situat în centrul orașului Windsor, din comitatul Berkshire, Anglia. Sub clădirea castelului curge Tamisa care face legătura pe apă cu Londra. 
Răposata regina Elisabeth a II-a petrecea aici frecvent sfârșitul de săptămână, unde primea și vizita oficială sau privată a unor miniștri sau șefi de state. 
Castelul datează din timpul lui Wilhelm Cuceritorul. Construcția castelului, garnizoanei, fortăreței, închisorii și părții locuite fiind coordonată direct de unii monarhi englezi. În timpul războaielor purtate de Anglia, castelul fiind mai bine întărit și apărat, aceste măsuri strategice se pot observa și azi.

## Galerie foto

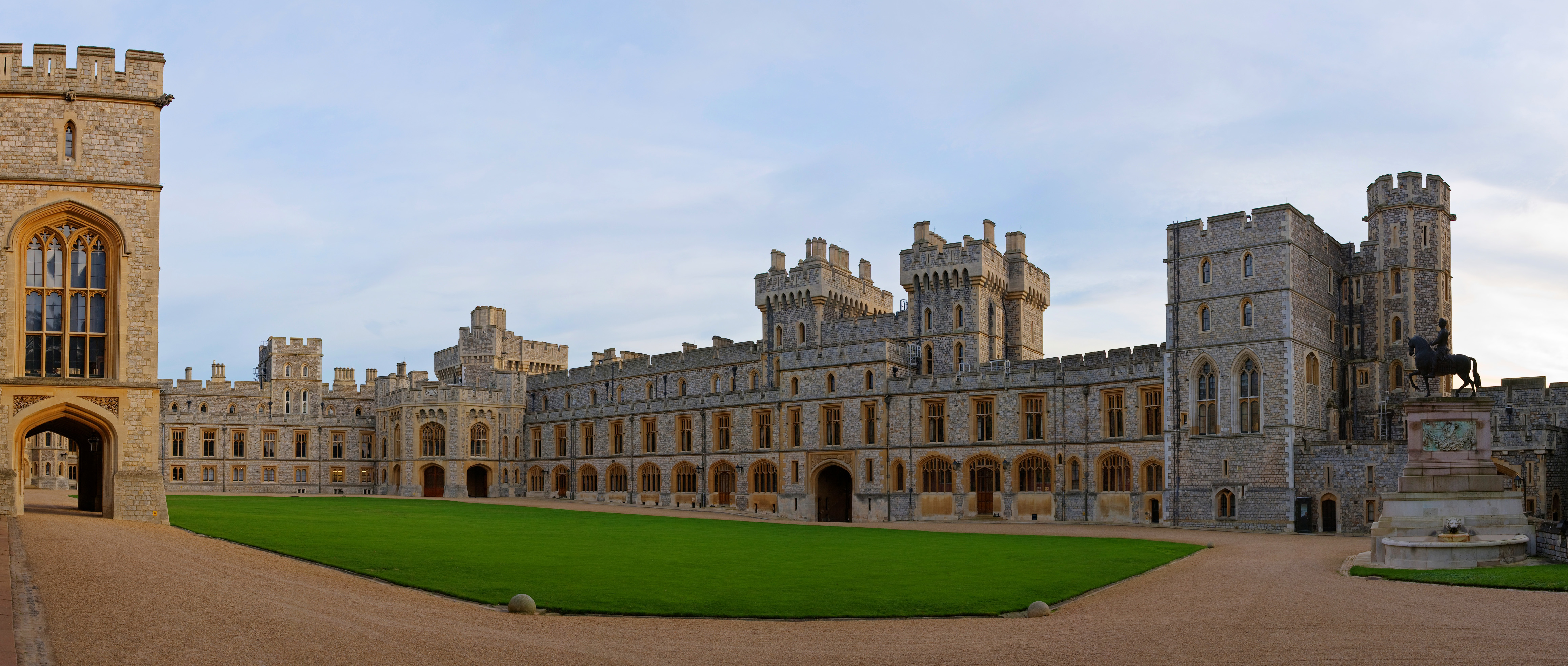
Parte care nu este deschisă publicului.

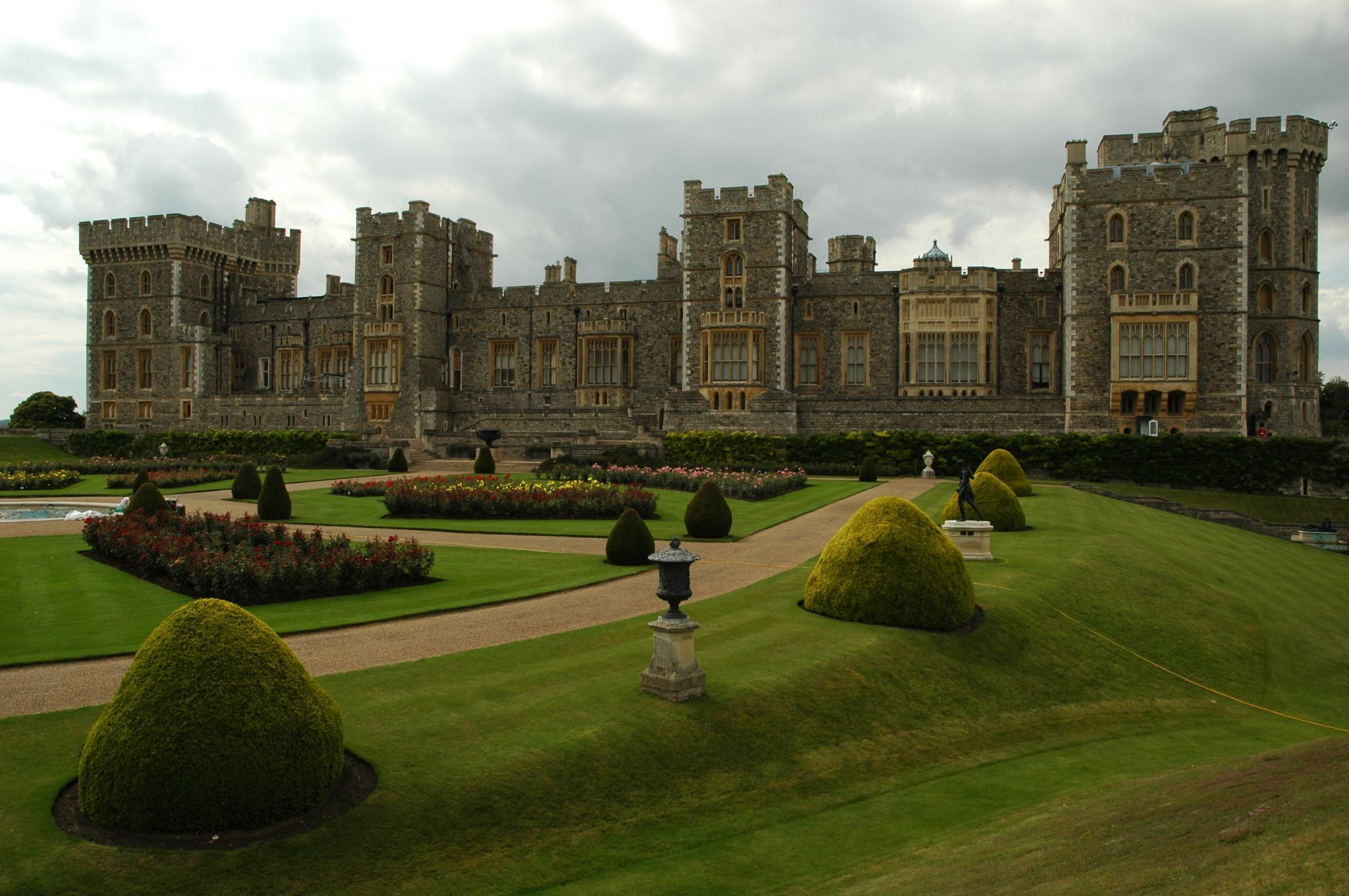
Aile Est
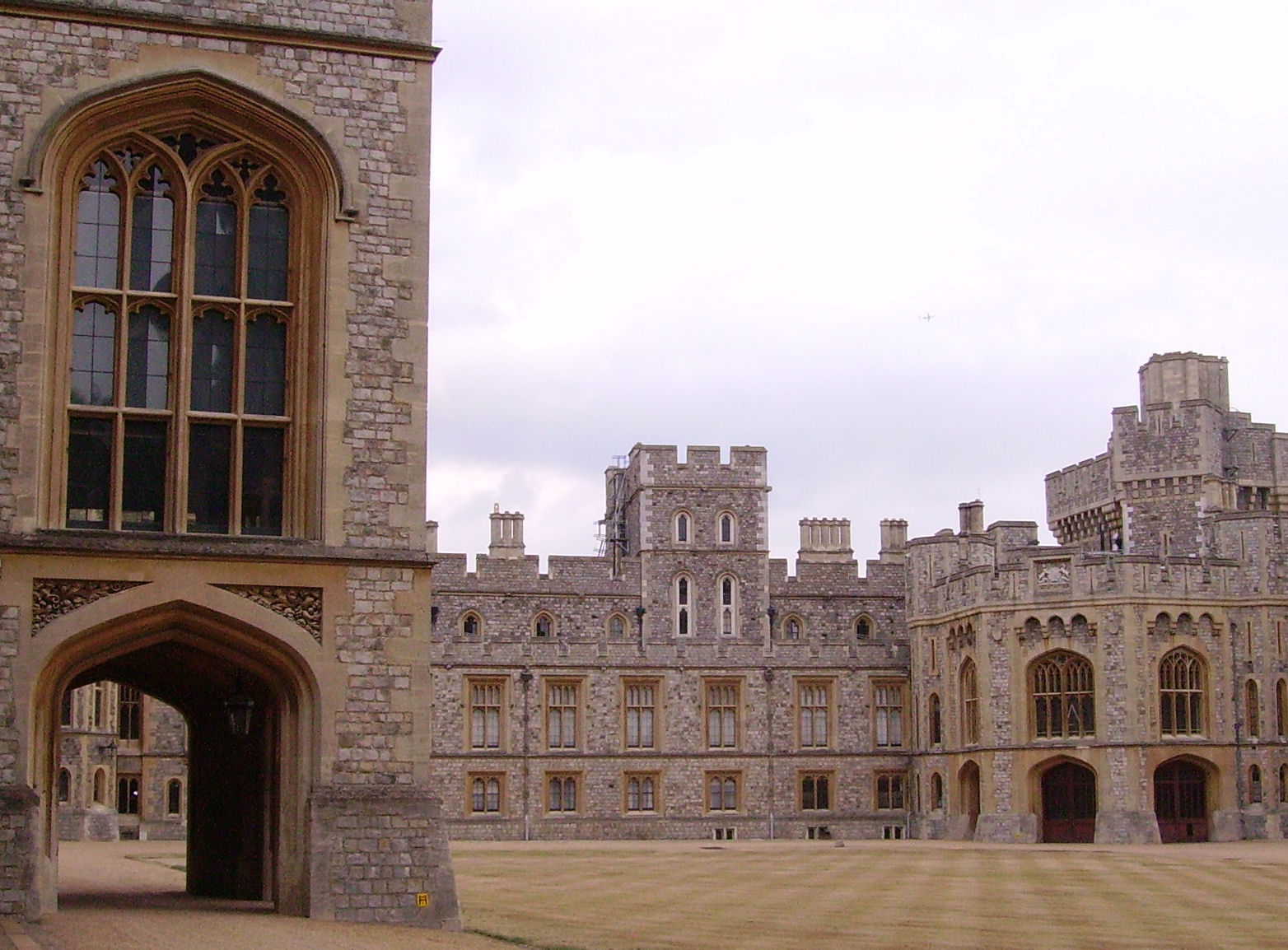
Upper Ward
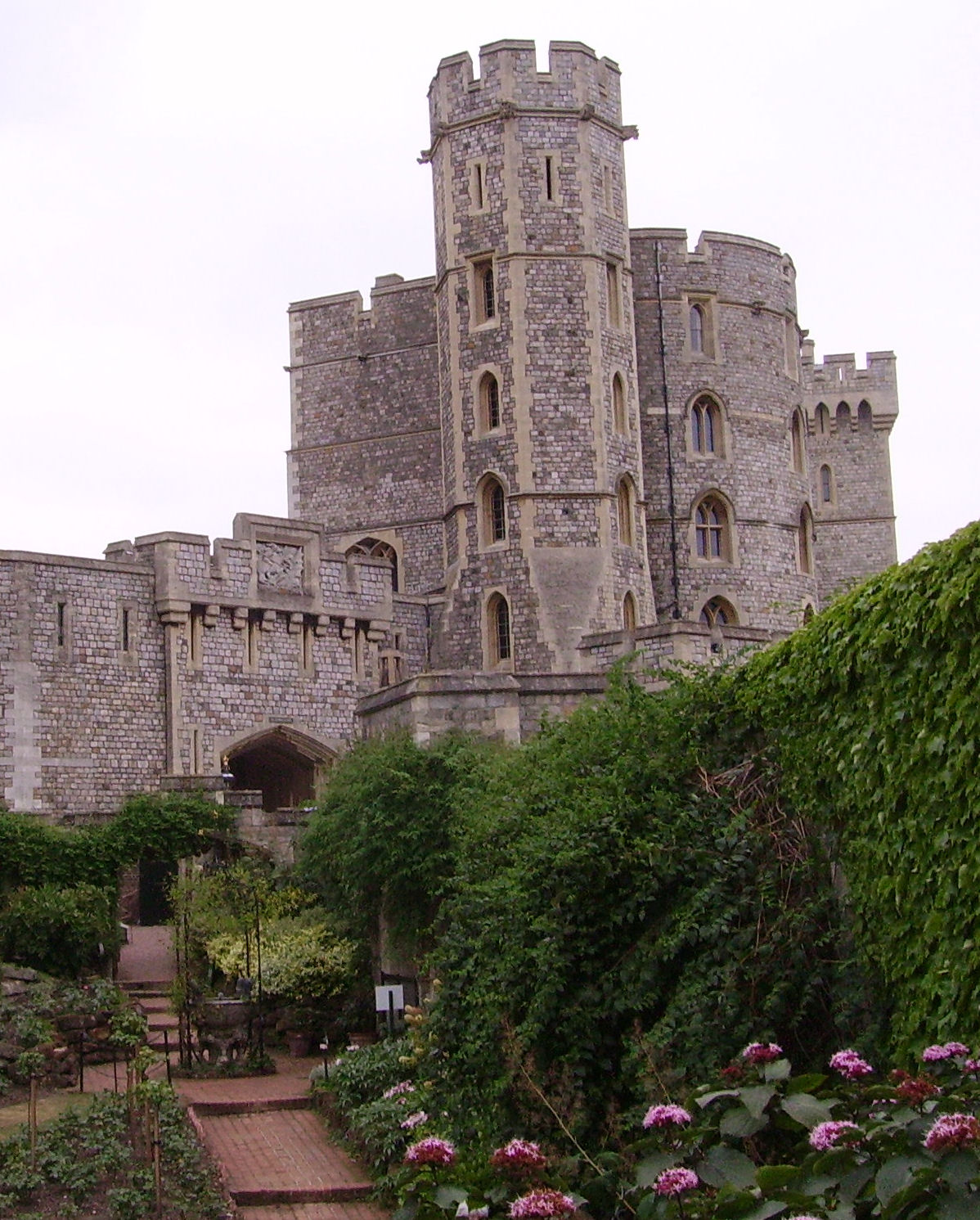
Vedere grădină
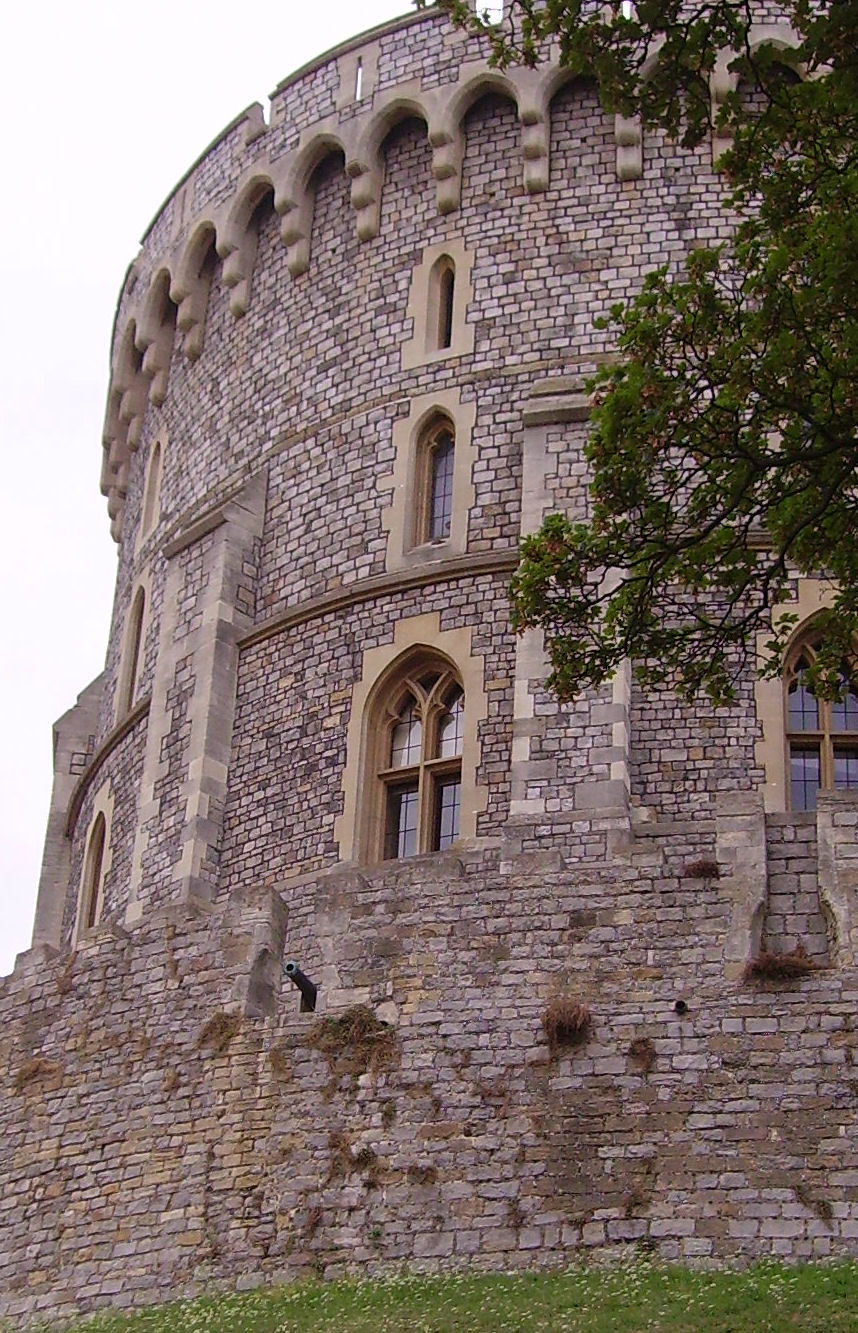
Turul Ronde
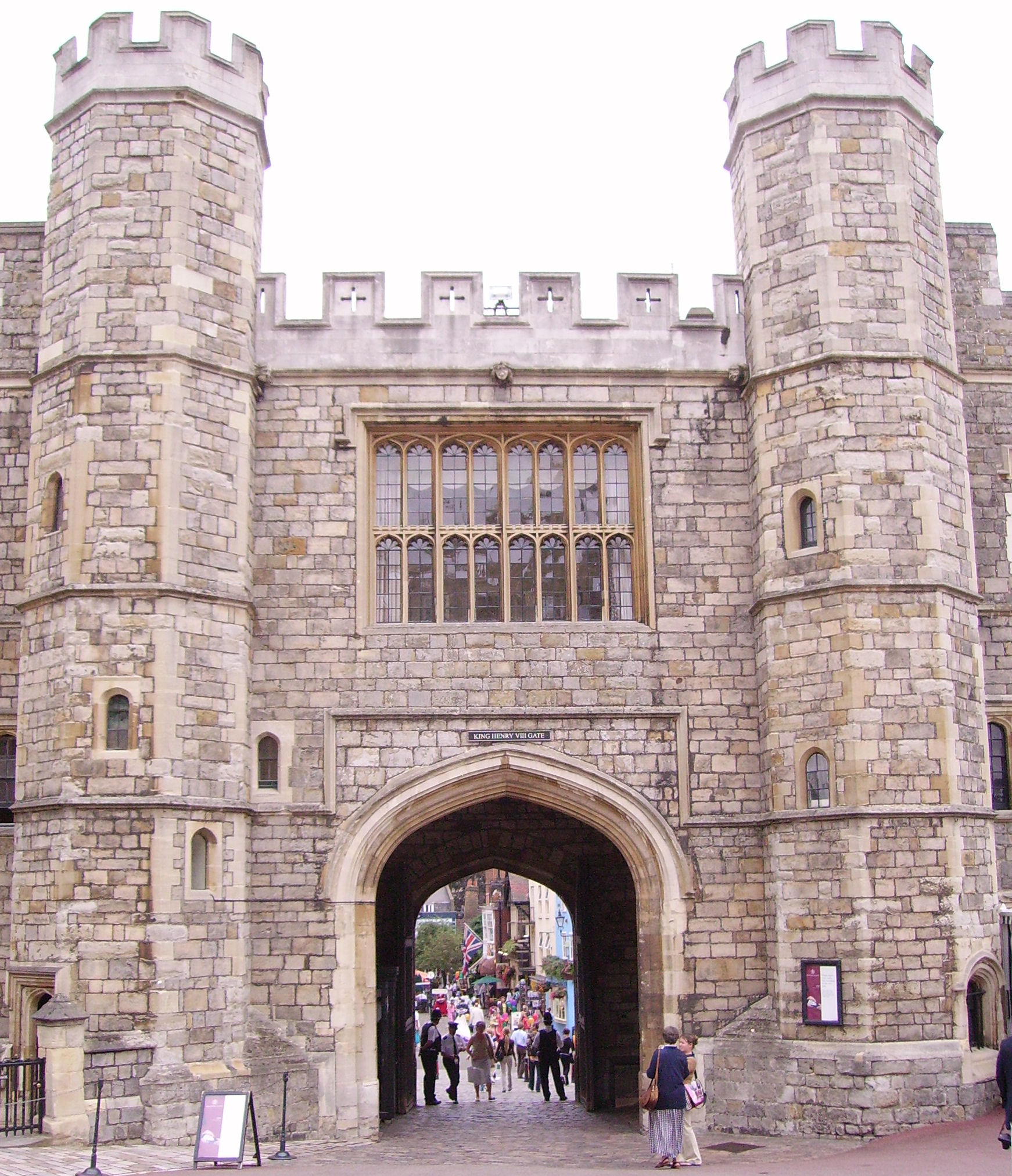
Poarta Henric al VIII-lea
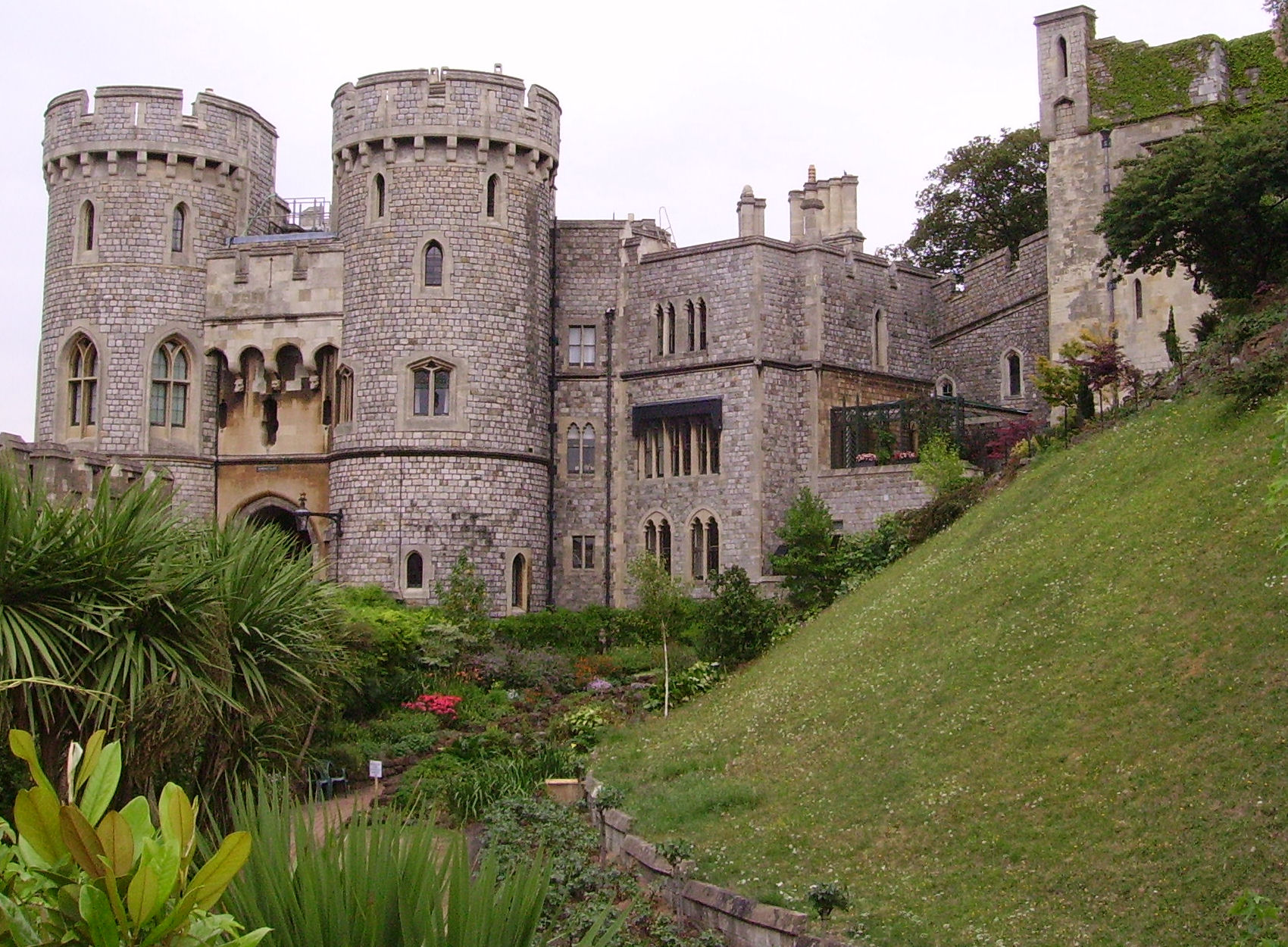
Poarta normanzilor
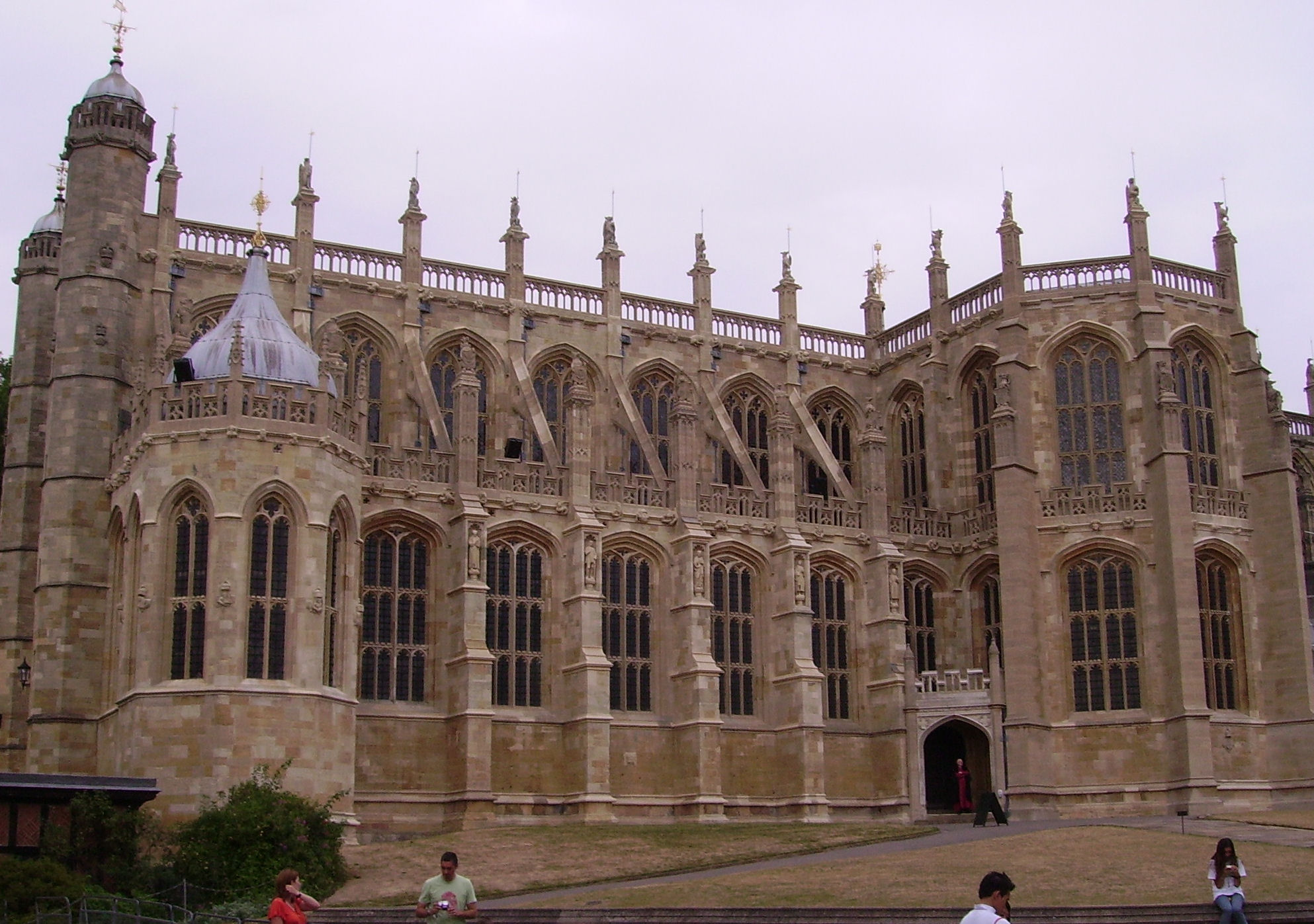
Capela Saint-Georges
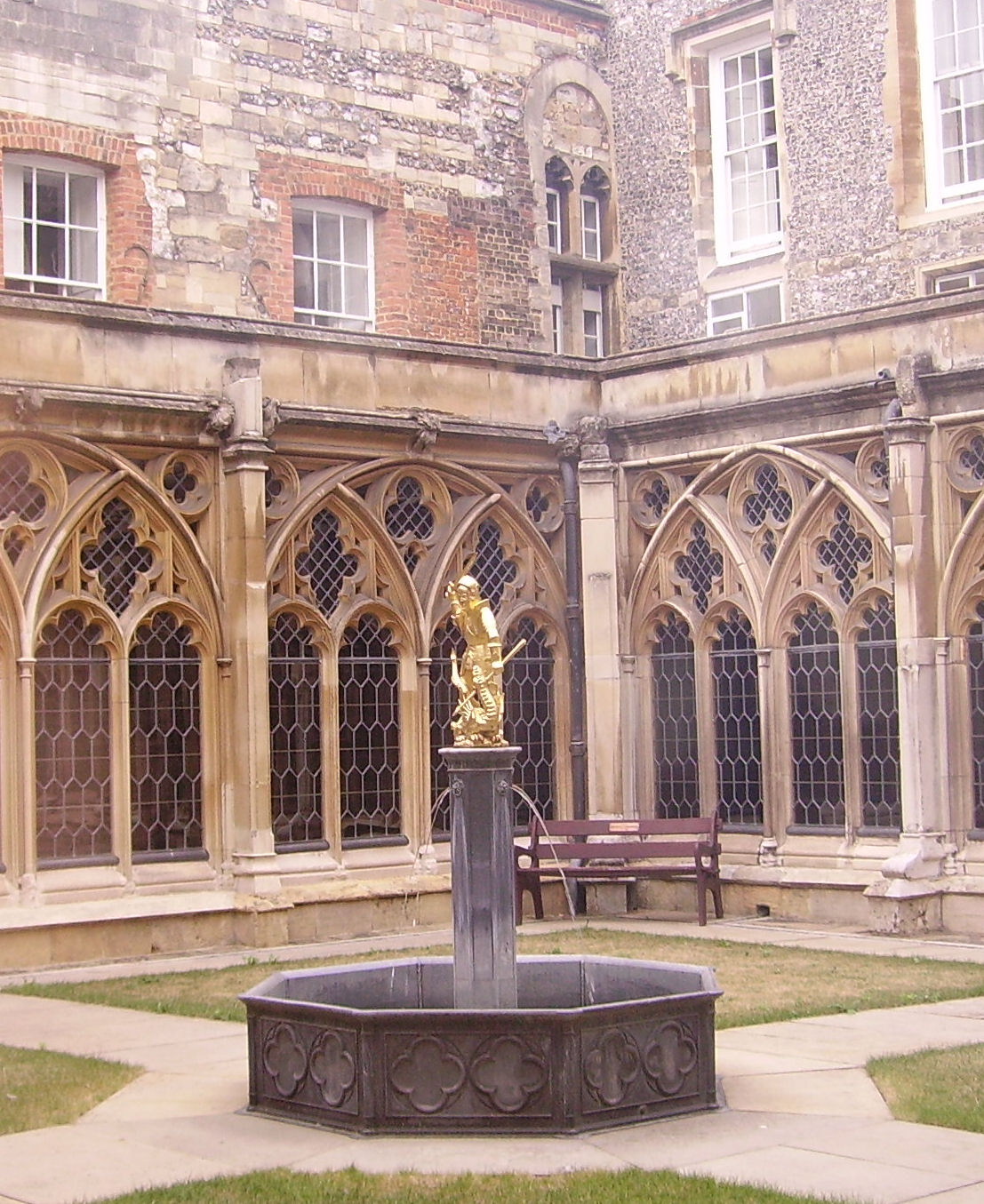
Mănăstirea potcoavă

Coordonate: 51° 29′ 2″ N, 0° 36′ 16″ W